# 八田清兵衛
八田 清兵衛（はった せいべえ、生没年未詳）は、江戸の大工棟梁。近江国出身。
幸田露伴「五重塔」の主人公のっそり十兵衛のモデルとして知られる人物。

## 作品
- 湯島天満宮（1776年）焼失し現存せず。

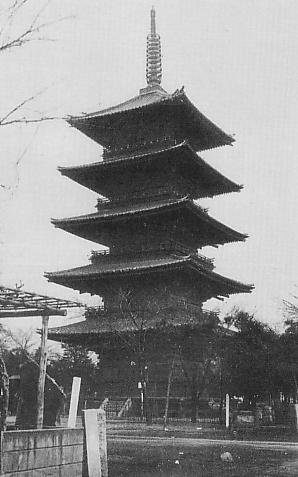
谷中五重塔

- 天王寺客殿（1781年）1868年焼失。上野戦争参照。
- 天王寺五重塔（1791年）1957年放火により焼失。谷中五重塔放火心中事件参照。
- 浄法寺（1804年）群馬県藤岡市に現存。